# Tyler Bilyard
Tyler Bilyard (* 8. Oktober 2001) ist ein britischer Leichtathlet, der sich auf den Mittelstreckenlauf spezialisiert hat.

## Sportliche Laufbahn
Erste Erfahrungen bei internationalen Meisterschaften sammelte Tyler Bilyard bei den Crosslauf-Europameisterschaften 2024 in Antalya, bei denen er mit der britischen Mixed-Staffel in 18:02 min gemeinsam mit Joshua Lay, Maddie Deadman und Elise Thorner die Bronzemedaille hinter den Teams aus Italien und Frankreich gewann. 

## Persönliche Bestzeiten
- 1500 Meter: 3:38,02 min, 24. Juli 2024 in London
- Meile: 3:54,43 min, 24. August 2024 in Stirling
  - Meile (Halle): 3:59,33 min, 7. Februar 2024 in London